# Bacarrá (Ilocos Norte)
Bacarrá es un municipio filipino de tercera categoría perteneciente a la provincia de Ilocos Norte en la región administrativa de Ilocos.

## Geografía
Tiene una extensión superficial de 65.32 km² y según el censo del 2007, contaba con una población de 31.485 habitantes y 6.289 hogares; 31.648 habitantes el día primero de mayo de 2010
El municipio limita al oeste con el Mar de la China Meridional.

### Barangayes
Bacarrá se divide, a los efectos administrativos, en 43 barangayes o barrios, todos de carácter rural, excepto Santa Rita.
| - Bani - Buyon - Cabaruan - Cabulalaan - Cabusligan - Cadaratan - Calioet-Libong - Casilian - Corocor | - Duripes - Ganagan - Libtong - Macupit - Nambaran - Natba - Paninaan - Pasiocan - Pasngal - Pipias | - Pulangi - Pungto - San Agustín I - San Agustín II - San Andrés I - San Andrés II - San Gabriel I | - San Gabriel II - San Pedro I - San Pedro II - San Roque I - San Roque II - San Simón I - San Simón II - San Vicente | - San Gil - Santa Filomena I - Santa Filomena II - Santa Rita - Santo Cristo I - Santo Cristo II - Tambidao - Teppang - Tubburan |

## Historia
La ciudad de San Andrés de Bacarrá fue fundada por los agustinos el año de  1590, bajo el patrocinio de San Andrés Apóstol, siendo la tercera ciudad más antigua de Ilocos del Norte.
En los primeros años de su fundacióncon fueron sus visitas Vintar, Pasuquin, Bangisan, Banbang, Adang y Bera.
Bacarrá en 1603 era también una visita de Laoag. Recupera su ministerio independiente en 1614.
Desde 1591 Bacarrá fue una encomienda cocedida al capitán Castillo y Andrés de Hermosa

## Patrimonio
La torre del campanario, construida por Fray Pedro Berger entre los años 1828 y 1848, se divisa desde la ciudad de Laoag,  capital de provincia.
Fue destruida por varios terremotos.